# Ринальди, Клаудио (конькобежец)
Клаудио Ринальди (итал. Claudio Rinaldi, род. 23 ноября 1987 года, г.Бормио, провинция Сондрио, Италия) — итальянский шорт-трекист, выступавший на Олимпийских играх 2010 года, трёхкратный чемпион Европы.

## Спортивная карьера
Клаудио Ринальди начал кататься на коньках в Бормио и присоединился к конькобежному клубу "ASD Bormio Ice". В сезоне 2002/2003 годов он начал участвовать в юниорских международных соревнованиях, а в 2006 году принял участие на юниорском чемпионате мира в Меркуря-Чук, где занял в многоборье только 30-е место. На следующий год в Млада-Болеславе поднялся на 14-е место в общем зачёте.
В январе 2008 года Ринальди завоевал свою первую золотую медаль на чемпионате Европы в Вентспилсе, выиграв с партнёрами в эстафете. В марте на командном чемпионате мира в Харбине занял с мужской командой 6-е место. Через год на чемпионате Европы в Турине он вновь выиграл золото эстафеты и занял 15-е место в личном зачёте многоборья.
В феврале того же года на Кубке мира в Дрездене Ринальди впервые поднялся на 5-е место в беге на 1000 м, а в марте на командном чемпионате мира в Херенвене стал с командой 7-м. В начале 2010 года на чемпионате Европы в Дрездене стал вновь чемпионом Европы в эстафете. Он также участвовал на Олимпийских играх в Ванкувере, где в полуфинале эстафеты упал и его команда заняла 8 место.
Его последнее выступление было в марте 2010 года у себя дома на командном чемпионате мира в Бормио, где он с командой поднялся на 4-е место. Также он выиграл 3-е место в беге на 1000 м на чемпионате Италии и в общем зачёте занял 4-е место.